# 丰塔尼瓦
丰塔尼瓦（義大利語：Fontaniva），是意大利威尼托大区帕多瓦省的一个市镇。总面积20.62平方公里，人口8201人，人口密度397.7人/平方公里（2009年）。国家统计（ISTAT）代码为028038。